# Darcy Rota
Darcy Irwin Rota (* 16. Februar 1953 in Vancouver, British Columbia) ist ein ehemaliger kanadischer Eishockeyspieler, -trainer und -funktionär, der im Verlauf seiner aktiven Karriere zwischen 1970 und 1984 unter anderem 854 Spiele für die Chicago Black Hawks, Atlanta Flames und Vancouver Canucks in der National Hockey League auf der Position des linken Flügelstürmers bestritten hat. Nach seinem Karriereende war Rota über 15 Jahre in diversen Funktionärspositionen in der Juniorenliga British Columbia Hockey League tätig. Sein Cousin Randy Rota war ebenfalls als professioneller Eishockeyspieler in der NHL und auch der World Hockey Association (WHA) aktiv.

## Karriere
Rota verbrachte zwischen 1970 und 1973 eine überaus erfolgreiche Juniorenzeit bei den Edmonton Oil Kings in der Western Canada Hockey League, die im zweifachen Gewinn des President’s Cups und der damit verbundenen Teilnahme am Memorial Cup gipfelte. Der Stürmer verließ das Franchise nach drei Spielzeiten als Rekordhalter in den Kategorien Tore und Scorerpunkte. Sein bestes Spieljahr hatte er dabei in der Saison 1972/73, als er in 68 Einsätzen auf 129 Punkte kam. Dies führte schließlich dazu, dass er sowohl im NHL Amateur Draft 1973 als auch im WHA Amateur Draft 1973 jeweils in der ersten Runde ausgewählt wurde. Im NHL Amateur Draft wurde er an 13. Position von den Chicago Black Hawks gewählt, während ihn die Houston Aeros im WHA Amateur Draft bereits an neunter Gesamtposition zogen.
Weil der Draft der National Hockey League zeitlich vor dem des Konkurrenten World Hockey Association stattfand, waren die Black Hawks in der Lage gewesen, ihre Draftwahl rechtzeitig vor den Aeros vertraglich zu binden. Rota schaffte es zur Spielzeit 1973/74 auf Anhieb in den Stammkader Chicagos und absolvierte 74 Partien, in denen er 33 Punkte erzielte. Im Kader Chicagos füllte Rota fortan eine weniger offensive, dafür aber ausgeglichenere Rolle an der Seite von Stan Mikita und Cliff Koroll aus. Dennoch erreichte der Stürmer in jeder seiner sechs Spielzeiten in Diensten der Black Hawks jeweils mindestens 30 Punkte. Seine Zeit bei den Chicago Black Hawks endete schließlich im März 1979, als Chicago ihn gemeinsam mit Ivan Boldirev und Phil Russell an die Atlanta Flames abgab. Im Gegenzug ließen diese Tom Lysiak, Pat Ribble, Harold Phillipoff, Greg Fox und Miles Zaharko in die Windy City ziehen.
In Atlanta fand Rota aber nur kurzzeitig eine neue sportliche Heimat, da er im Februar 1980 erneut in ein Transfergeschäft involviert war. Gemeinsam mit Boldirev, der wie er vor Jahresfrist aus Chicago zu den Flames gekommen war, wurde der Angreifer an die Vancouver Canucks abgegeben, die dafür Don Lever und Brad Smith nach Atlanta schickten. An der kanadischen Westküste in seinem Geburtsort fand Rota seine Qualitäten als Scorer aus Juniorenzeiten wieder und konnte seinen Karrierebestwert in der Saison 1982/83 von 56 auf 81 Punkte steigern. Die gute Form behielt Rota auch im folgenden Spieljahr, in dem er erstmals in seiner Karriere für das NHL All-Star Game nominiert wurde. Eine im Februar 1982 erlittene Verletzung der Wirbelsäule im Nackenbereich führte jedoch dazu, dass die Spielzeit für ihn vorzeitig änderte. Rota war in der Folge nicht mehr in der Lage aktiv aufs Eis zurückzukehren und gab schließlich im Dezember 1984 im Alter von 31 Jahren seinen Rücktritt vom aktiven Profisport bekannt ohne ein weiteres Spiel absolviert zu haben.
Im Anschluss an seine aktive Karriere arbeitete Rota viele Jahre im Funktionärsteam der Vancouver Canucks – unter anderem als Director of Player Personnel. Zur Saison 1998/99 entschied er sich schließlich eine Karriere als Trainer zu verfolgen und arbeitete für etwa eineinhalb Jahre bis zum Februar 2000 als Cheftrainer der Burnaby Bulldogs in der kanadischen Juniorenliga British Columbia Hockey League. Im Sommer 2000 erwarb Rota Anteile an den Coquitlam Express aus der BCHL, die zur Saison 2001/02 als neues Franchise den Spielbetrieb aufnahmen. Dort fungierte er bis zum Sommer 2012 in Personalunion als General Manager, Präsident und Vorsitzender der Besitzergruppe, die mit Dave Lowry, Kirk McLean und Bill Ranford weitere ehemalige NHL-Spieler umfasste. Nachdem er sich vom Posten des General Managers bereits 2012 zurückgezogen hatte und auch seine Teamanteile verkauft hatte, legte er sein Präsidentenamt zwei Jahre später im Anschluss an die Saison 2013/14 nieder und zog sich endgültig aus dem Eishockeysport zurück.

## Erfolge und Auszeichnungen
| - 1971 President’s-Cup-Gewinn mit den Edmonton Oil Kings - 1972 President’s-Cup-Gewinn mit den Edmonton Oil Kings - 1972 WCHL Second All-Star Team | - 1973 WCHL First All-Star Team - 1984 Teilnahme am NHL All-Star Game |

## Karrierestatistik
(Legende zur Spielerstatistik: Sp oder GP = absolvierte Spiele; T oder G = erzielte Tore; V oder A = erzielte Assists; Pkt oder Pts = erzielte Scorerpunkte; SM oder PIM = erhaltene Strafminuten; +/− = Plus/Minus-Bilanz; PP = erzielte Überzahltore; SH = erzielte Unterzahltore; GW = erzielte Siegtore; 1 Play-downs/Relegation; Kursiv: Statistik nicht vollständig)